# La Chapelle-Vicomtesse
Pour les articles homonymes, voir La Chapelle.
La Chapelle-Vicomtesse est une commune française située dans le département de Loir-et-Cher en région Centre-Val de Loire.
Située au nord-ouest du département de Loir-et-Cher, la commune fait de la grande région du Perche, caractérisé par une forme mouvementée de relief. Elle est drainée, dans sa partie nord, par la Grenne et par divers petits cours d'eau. L'intersection du 48e parallèle nord et du 1er méridien à l'est de Greenwich se trouve sur le territoire de la commune.
L'occupation des sols est marquée par l'importance des espaces agricoles et naturels qui occupent la totalité du territoire communal. Un espace naturel présente un intérêt patrimonial, la « Vallée de la Grenne », qui est recensée dans l'inventaire national du patrimoine naturel comme zones naturelles d'intérêt écologique, faunistique et floristique (ZNIEFF). En 2010, l'orientation technico-économique de l'agriculture sur la commune est la polyculture et le polyélevage. À l'instar du départemental qui a vu disparaître le quart de ses exploitations en dix ans, le nombre d'exploitations agricoles a fortement diminué, passant de 23 en 1988 à 10 en 2010.
Le territoire communal est intégré aux aires de productions de divers produits bénéficiant d'une indication géographique protégée (IGP), dont les Volailles de l'Orléanais, les Volailles du Maine et les vins du Val de Loire.
Avec 169 habitants en 2017, la commune fait partie des 30 communes les plus faiblement peuplées de Loir-et-Cher.

## Géographie

### Localisation et communes limitrophes
La commune de la Chapelle-Vicomtesse se trouve au nord du département de Loir-et-Cher, dans le Perche,. À vol d'oiseau, elle se situe à 49,5 km  de Blois, préfecture du département, à 21,9 km de Vendôme, sous-préfecture, et à 21 km de Savigny-sur-Braye, chef-lieu du canton du Perche dont dépend la commune depuis 2015. La commune fait en outre partie du bassin de vie de Cloyes-sur-le-Loir.
Les communes les plus proches sont : Romilly (4,5 km), Chauvigny-du-Perche (4,7 km), Bouffry (4,9 km), Boursay (6 km), Droué (6,2 km), Saint-Marc-du-Cor (6,5 km), Beauchêne (7,5 km), Fontaine-Raoul (7,6 km)  et La Fontenelle (8 km).
| Boursay           | Droué                  | Bouffry             |
| Choue             | La Chapelle-Vicomtesse | Chauvigny-du-Perche |
| Saint-Marc-du-Cor | Romilly                |                     |

### Paysages et relief
Dans le cadre de la Convention européenne du paysage, adoptée le 20 octobre 2000 et entrée en vigueur en France le 1er juillet 2006, un atlas des paysages de Loir-et-Cher a été élaboré en 2010 par le CAUE de Loir-et-Cher, en collaboration avec la DIREN Centre (devenue DREAL en 2011), partenaire financier. Les paysages du département s'organisent ainsi en huit grands ensembles et 25 unités de paysage,. La commune fait partie de l'unité de paysage du « Perche Gouët », au sein du Perche.
Le Perche Gouët présente des successions de vallons et de collines, dégageant des vues alternativement intimes et ouvertes et offrant de riches paysages, contrastant avec les autres paysages du département, marqués par de grandes étendues des plateaux  et de larges vallées, et constituant ainsi une exception. Cette forme mouvementée des reliefs s'explique par la nature argileuse des sols dans lesquels les rivières et ruisseaux y ont facilement sculpté des vallons et vallées successives aux profils arrondis.
L'altitude du territoire communal varie de 155 mètres à 243 mètres,.

### Hydrographie

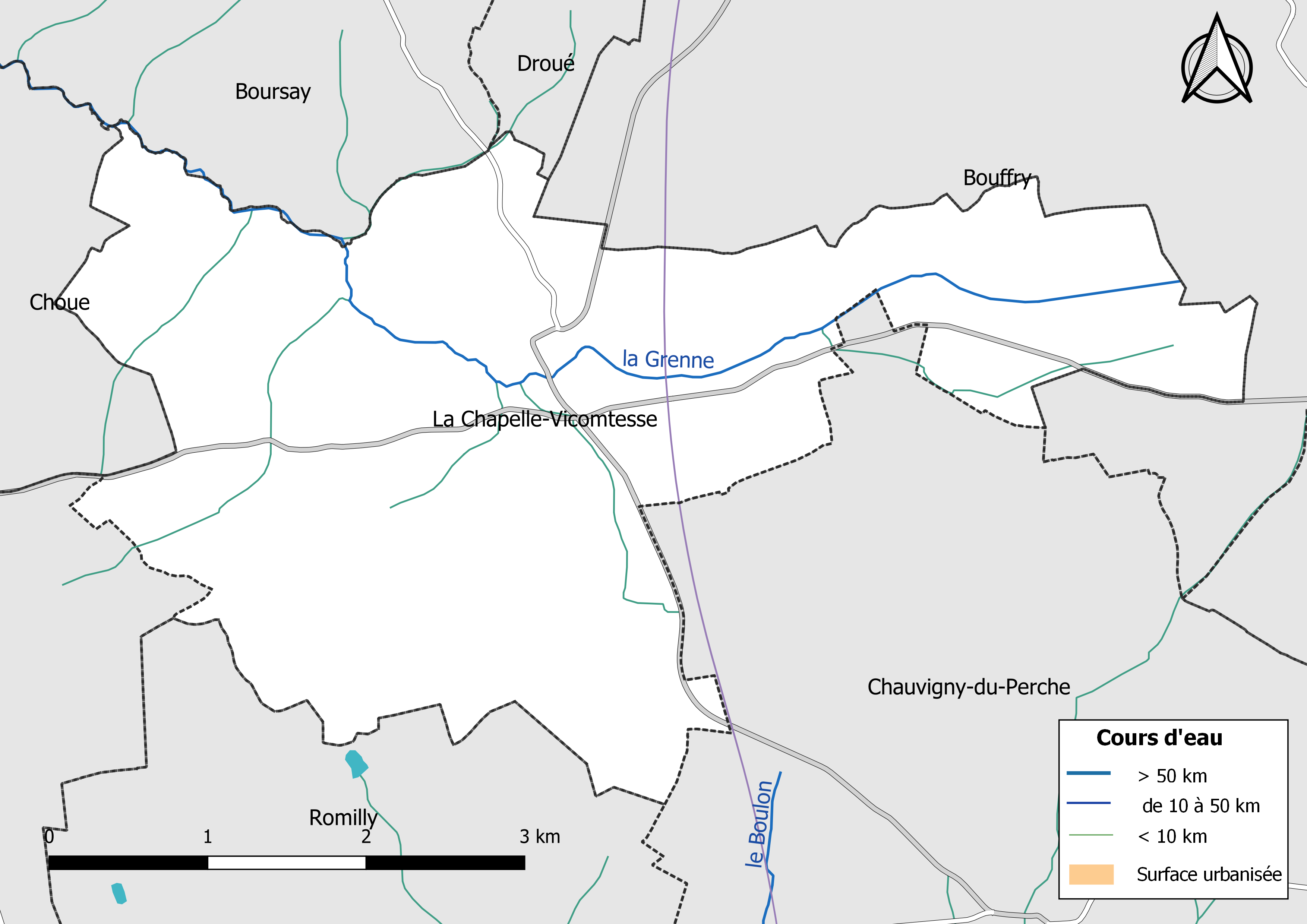
Réseau hydrographique de la Chapelle-Vicomtesse.

La commune est drainée par la Grenne (6,917 km) et par divers petits cours d'eau, constituant un réseau hydrographique de 16,19 km de longueur totale.
La Grenne traverse la commune en s'écoulant de l'est vers l'ouest. D'une longueur totale de 28,2 km, elle prend sa source dans la commune de La Chapelle-Vicomtesse  (Loir-et-Cher) et se jette  dans la Braye à Sargé-sur-Braye (Loir-et-Cher), après avoir traversé 7 communes. 
Sur le plan piscicole, ce cours d'eau est classé en première catégorie, où le peuplement piscicole dominant est constitué de salmonidés (truite, omble chevalier, ombre commun, huchon).

### Climat
Pour des articles plus généraux, voir Climat du Centre-Val de Loire et Climat de Loir-et-Cher.
En 2010, le climat de la commune est de type climat océanique dégradé des plaines du Centre et du Nord, selon une étude du CNRS s'appuyant sur une série de données couvrant la période 1971-2000. En 2020, Météo-France publie une typologie des climats de la France métropolitaine dans laquelle la commune est exposée à un climat océanique altéré et est dans la région climatique Moyenne vallée de la Loire, caractérisée par une bonne insolation (1 850 h/an) et un été peu pluvieux.
Pour la période 1971-2000, la température annuelle moyenne est de 10,7 °C, avec une amplitude thermique annuelle de 15,3 °C. Le cumul annuel moyen de précipitations est de 709 mm, avec 10,9 jours de précipitations en janvier et 7,6 jours en juillet. Pour la période 1991-2020, la température moyenne annuelle observée sur la station météorologique de Météo-France la plus proche, « Droué - Morache », sur la commune de Droué à 6 km à vol d'oiseau, est de 11,2 °C et le cumul annuel moyen de précipitations est de 788,8 mm,. Pour l'avenir, les paramètres climatiques de la commune estimés pour 2050 selon différents scénarios d'émission de gaz à effet de serre sont consultables sur un site dédié publié par Météo-France en novembre 2022.

### Milieux naturels et biodiversité

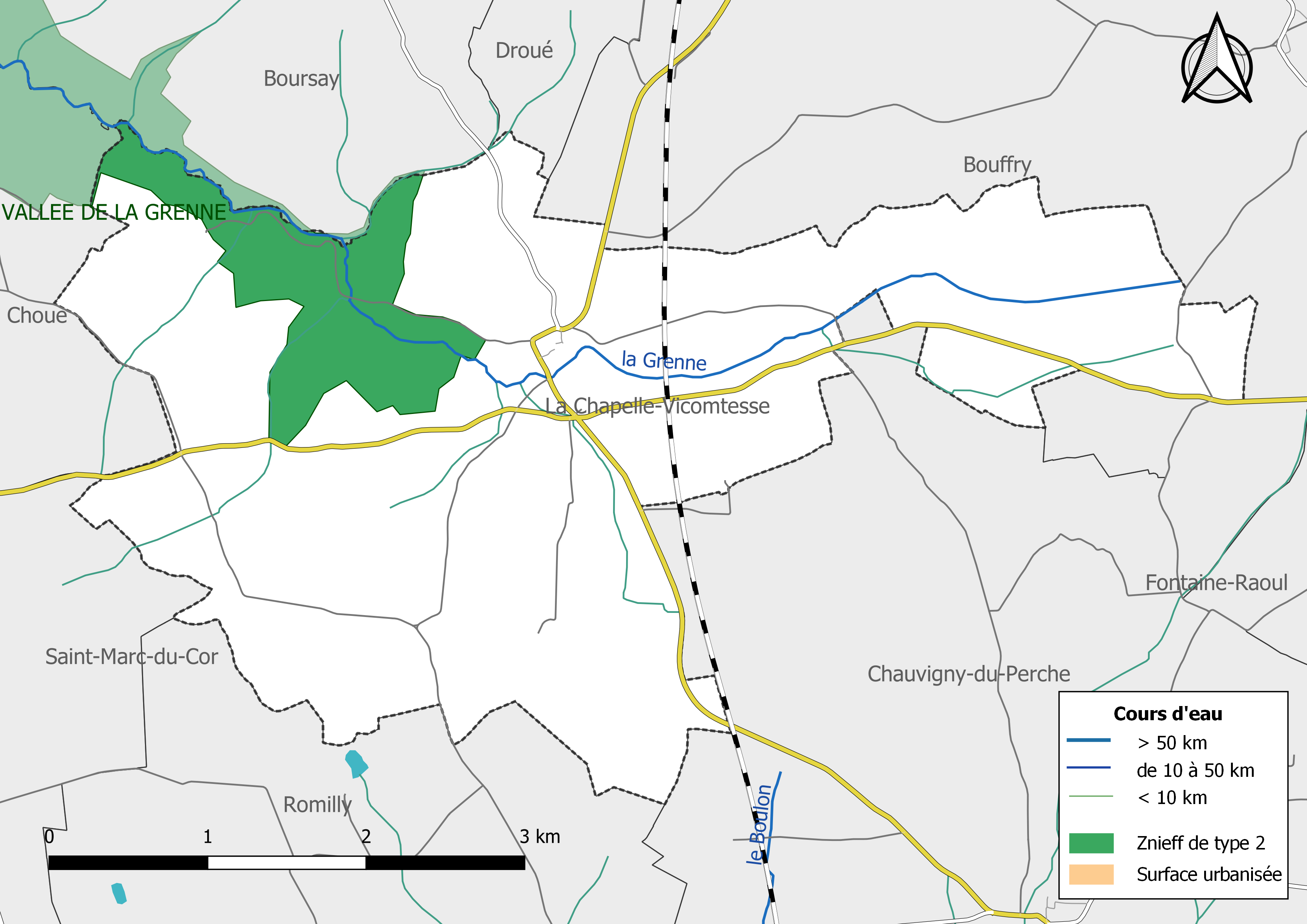
Carte de la ZNIEFF de type 1 la « Vallée de la Grenne », localisée sur la commune.

#### Zones nationales d'intérêt écologique, faunistique et floristique
L'inventaire des zones naturelles d'intérêt écologique, faunistique et floristique (ZNIEFF) a pour objectif de réaliser une couverture des zones les plus intéressantes sur le plan écologique, essentiellement dans la perspective d'améliorer la connaissance du patrimoine naturel national et de fournir aux différents décideurs un outil d'aide à la prise en compte de l'environnement dans l'aménagement du territoire. Le territoire communal de Chapelle-Vicomtesse comprend une ZNIEFF : la « Vallée de la Grenne » (733,78 ha).

## Urbanisme

### Typologie
Au 1er janvier 2024, La Chapelle-Vicomtesse est catégorisée commune rurale à habitat dispersé, selon la nouvelle grille communale de densité à sept niveaux définie par l'Insee en 2022.
Elle est située hors unité urbaine. Par ailleurs la commune fait partie de l'aire d'attraction de Vendôme, dont elle est une commune de la couronne,. Cette aire, qui regroupe 57 communes, est catégorisée dans les aires de moins de 50 000 habitants,.

### Occupation des sols
Selon  l'Insee, La Chapelle-Vicomtesse est une commune rurale, car elle n'appartient à aucune unité urbaine,,.
L'occupation des sols est marquée par l'importance des espaces agricoles et naturels (100 %). La répartition détaillée ressortant en 2012 de la base de données européenne d'occupation biophysique des sols Corine Land Cover est la suivante : terres arables (80,3 %), zones agricoles hétérogènes (7,6 %), forêts (4,3 %), prairies (7,8 %).

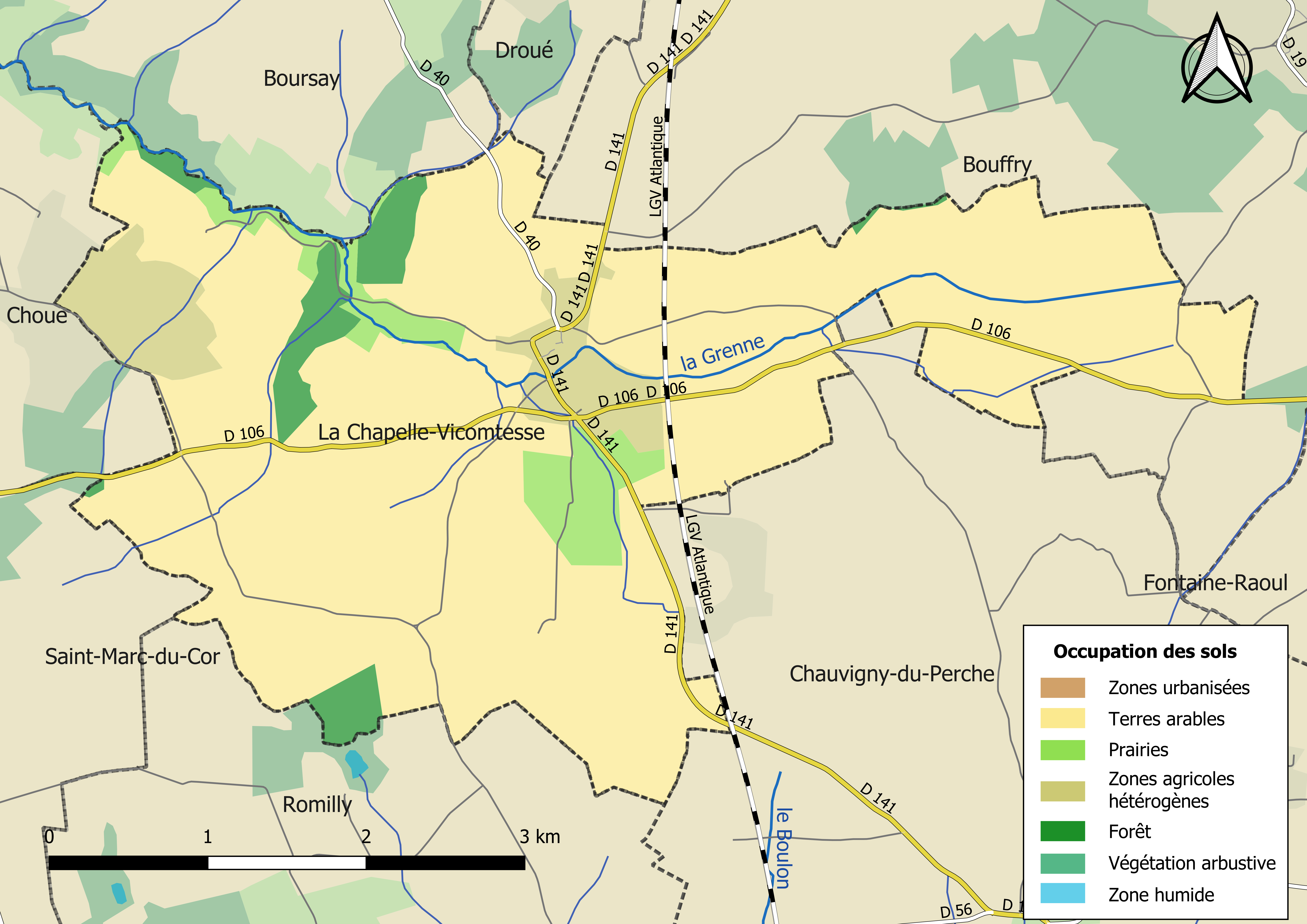
Carte des infrastructures et de l'occupation des sols de la commune en 2018 (CLC).

### Planification
La loi SRU du 13 décembre 2000 a incité fortement les communes à se regrouper au sein d'un établissement public, pour déterminer les partis d'aménagement de l'espace au sein d'un SCoT, un document essentiel d'orientation stratégique des politiques publiques à une grande échelle. La commune est dans le territoire du  SCOT des Territoires du Grand Vendômois, approuvé en 2006 et dont la révision a été prescrite en 2017, pour tenir compte de l'élargissement de périmètre,.
En matière de planification, la commune, en 2017, avait engagé l'élaboration d'un plan local d'urbanisme. Par ailleurs, à la suite de la loi ALUR (loi pour l'accès au logement et un urbanisme rénové) de mars 2014, un plan local d'urbanisme intercommunal couvrant le territoire de la communauté de communes du Perche et Haut Vendômois a été prescrit le 9 décembre 2015.

### Habitat et logement
Le tableau ci-dessous présente la typologie des logements à la Chapelle-Vicomtesse en 2016 en comparaison avec celle du Loir-et-Cher et de la France entière. Une caractéristique marquante du parc de logements est ainsi une proportion de résidences secondaires et logements occasionnels (19,4 %) supérieure à celle du département (18 %) et à celle de la France entière (9,6 %). Concernant le statut d'occupation de ces logements, 83,1 % des habitants de la commune sont propriétaires de leur logement (87,8 % en 2011), contre 68,1 % pour le Loir-et-Cher et 57,6 pour la France entière.
|                                                         | La Chapelle-Vicomtesse | Loir-et-Cher | France entière |
| ------------------------------------------------------- | ---------------------- | ------------ | -------------- |
| Résidences principales (en %)                           | 71,3                   | 74,5         | 82,3           |
| Résidences secondaires et logements occasionnels (en %) | 19,4                   | 18           | 9,6            |
| Logements vacants (en %)                                | 9,3                    | 7,5          | 8,1            |

### Risques majeurs
Le territoire communal de Chapelle-Vicomtesse est vulnérable à différents aléas naturels : inondations (par débordement ), climatiques (hiver exceptionnel ou canicule), mouvements de terrains ou sismique (sismicité très faible),. 
Les mouvements de terrains susceptibles de se produire sur la commune sont soit des mouvements liés au retrait-gonflement des argiles, soit des glissements de terrains. Le phénomène de retrait-gonflement des argiles est la conséquence d'un changement d'humidité des sols argileux. Les argiles sont capables de fixer l'eau disponible mais aussi de la perdre en se rétractant en cas de sécheresse. Ce phénomène peut provoquer des dégâts très importants sur les constructions (fissures, déformations des ouvertures) pouvant rendre inhabitables certains locaux. La carte de zonage de cet aléa peut être consultée sur le site de l'observatoire national des risques naturels Georisques.

## Histoire

### Révolution française et Empire

#### Nouvelle organisation territoriale
Le décret de l'Assemblée nationale du 12 novembre 1789 décrète qu'« il y aura une municipalité dans chaque ville, bourg, paroisse ou communauté de campagne », mais ce n'est qu'avec le décret de la Convention nationale du 10 brumaire an II (31 octobre 1793) que la paroisse de La Chapelle-Vicomtesse devient formellement « commune de La Chapelle-Vicomtesse »,.
En 1790, dans le cadre de la création des départements, la municipalité est rattachée au canton de Droué et au district de Mondoubleau. Les cantons sont supprimés, en tant que découpage administratif, par une loi du 26 juin 1793, et ne conservent qu'un rôle électoral, permettant l'élection des électeurs du second degré chargés de désigner les députés,. La Constitution du 5 fructidor an III, appliquée à partir de vendémiaire an IV (1795) supprime les districts, considérés comme des rouages administratifs liés à la Terreur, mais maintient les cantons qui acquièrent dès lors plus d'importance en retrouvant une fonction administrative. Enfin, sous le Consulat, un redécoupage territorial visant à réduire le nombre de justices de paix ramène le nombre de cantons en Loir-et-Cher de 33 à 24. La Chapelle-Vicomtesse est alors rattachée au canton de Droué et à l'arrondissement de Vendôme par arrêté du 5 vendémiaire an X (26 septembre 1801),,. Cette organisation va rester inchangée pendant près de 150 ans.

### Époque contemporaine
Un certain Pierre Janvier, peintre est cité dans un contrat devant fournir une Résurrection pour le retable de l'église. Dans ce document l'artiste est cité comme Peintre de son Altesse Royale. Le tableau existe toujours dans l'église il est signé : Pierre Janvier en 1661, peintre à Mondoubleau.

## Politique et administration

### Découpage territorial
La commune de Chapelle-Vicomtesse est membre de la communauté de communes du Perche et Haut Vendômois, un établissement public de coopération intercommunale (EPCI) à fiscalité propre créé le 1er janvier 2014.
Elle est rattachée sur le plan administratif à l'arrondissement de Vendôme, au département de Loir-et-Cher et à la région Centre-Val de Loire, en tant que circonscriptions administratives. Sur le plan électoral, elle est rattachée au canton du Perche depuis 2015 pour l'élection des conseillers départementaux et à la Troisième circonscription de Loir-et-Cher pour les élections législatives.

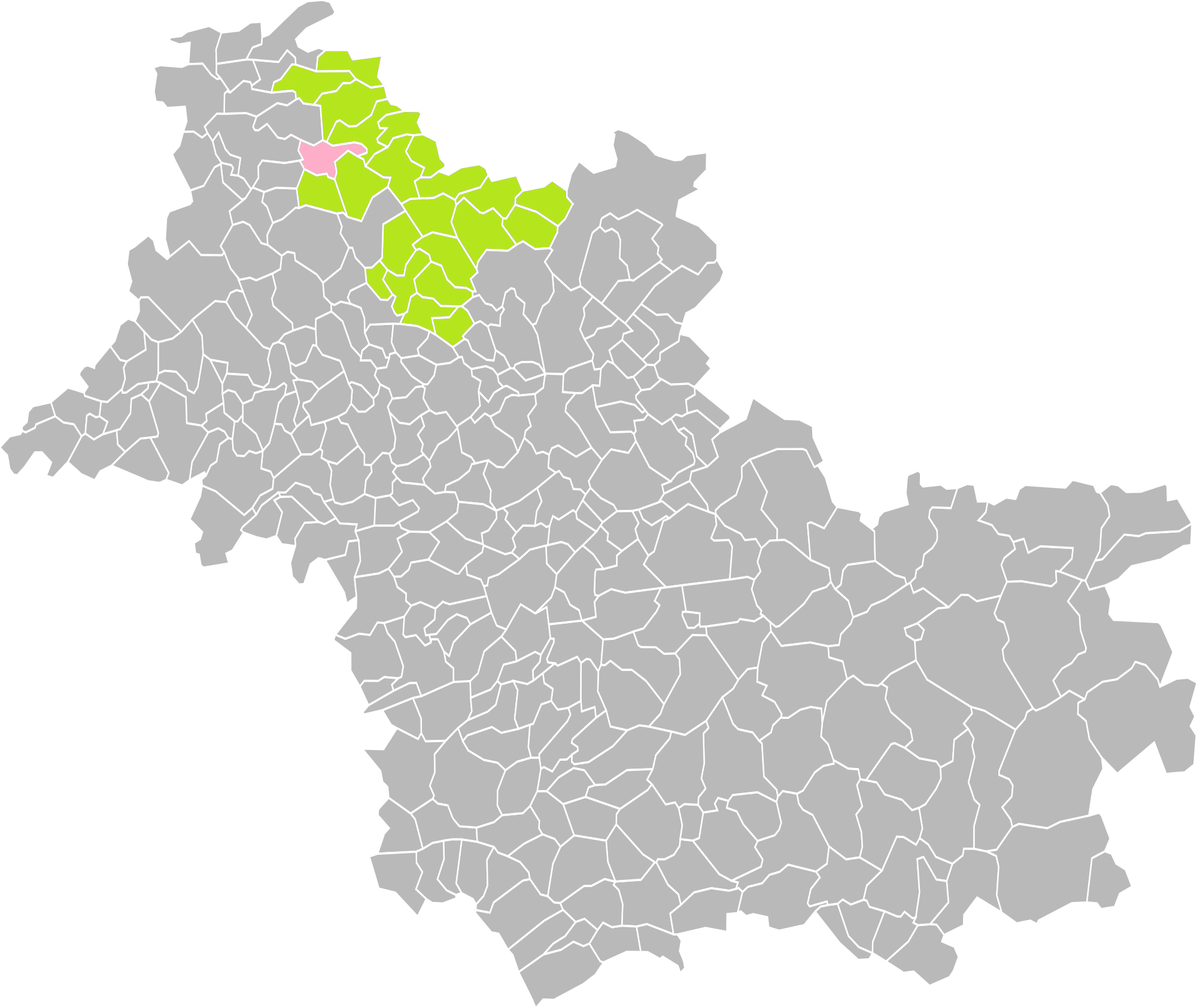
La Chapelle-Vicomtesse dans l'intercommunalité en 2016.
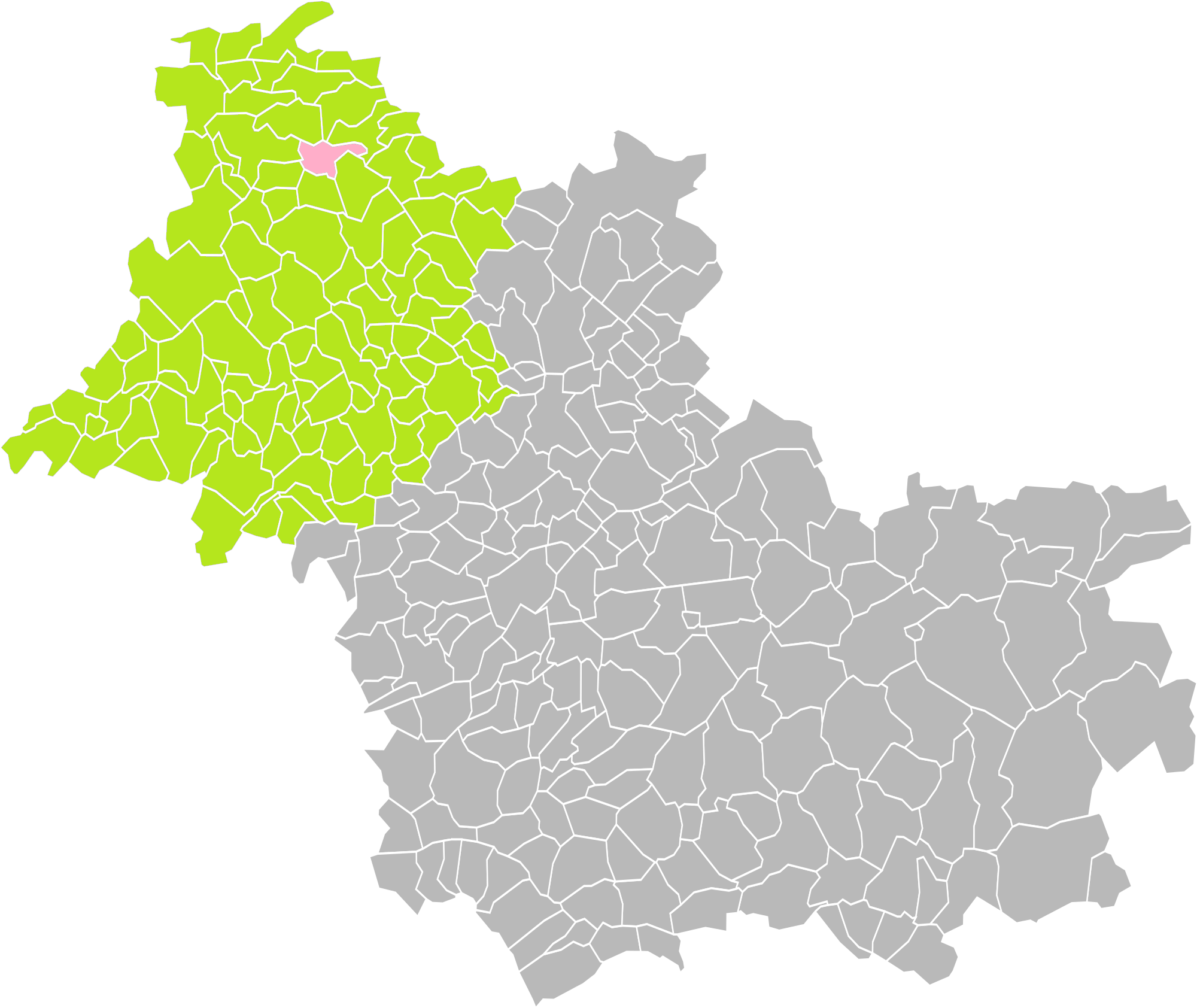
La Chapelle-Vicomtesse dans l'arrondissement de Vendôme en 2016.
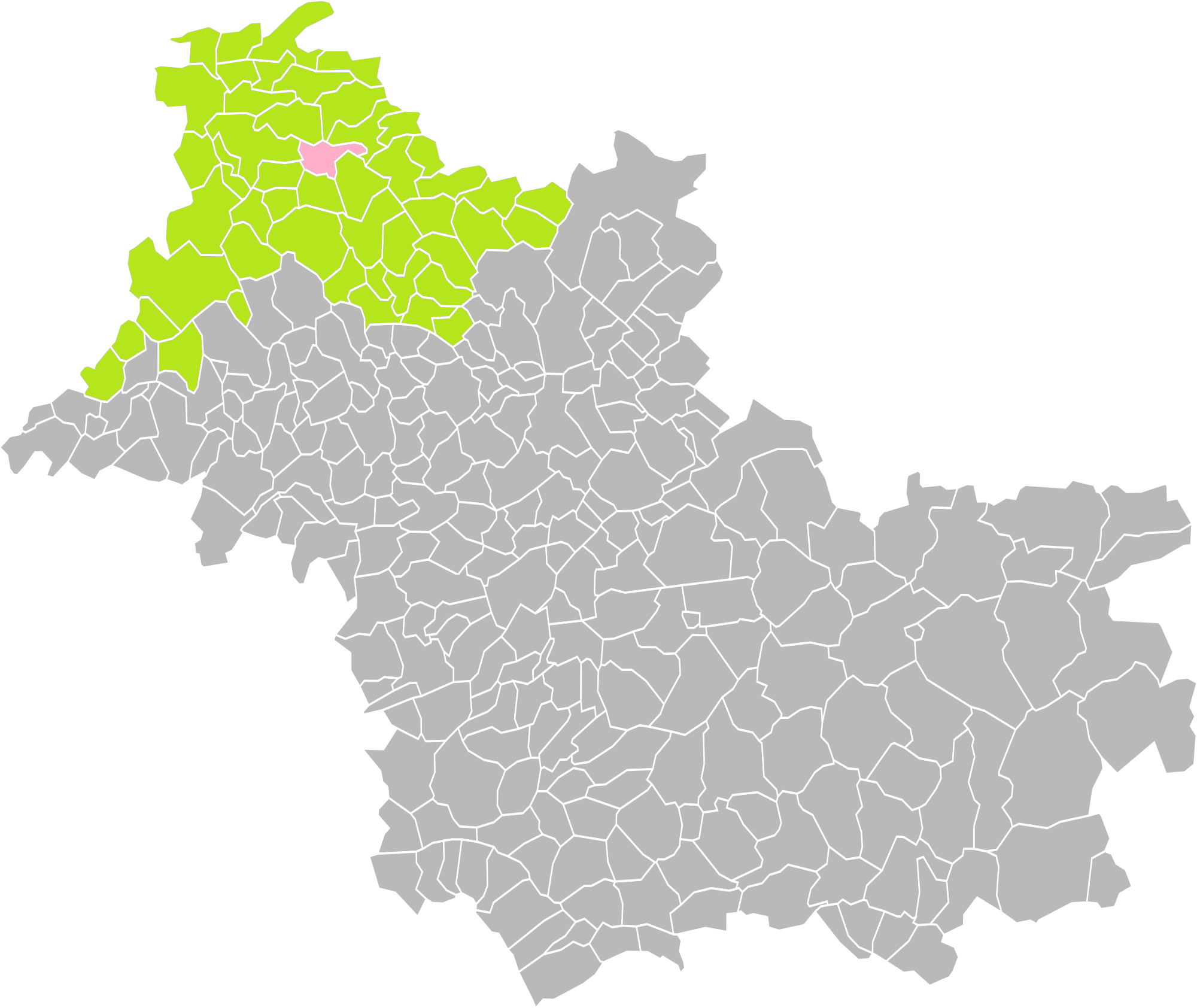
La Chapelle-Vicomtesse dans le canton du Perche en 2016.

### Politique et administration municipale

#### Conseil municipal et maire
Le conseil municipal de Chapelle-Vicomtesse, commune de moins de 1 000 habitants, est élu au scrutin majoritaire plurinominal avec liste ouvertes et panachage. Le maire, à la fois agent de l'État et exécutif de la commune en tant que collectivité territoriale, est élu par le conseil municipal au scrutin secret lors de la première réunion du conseil suivant les élections municipales, pour un mandat de six ans, c'est-à-dire pour la durée du mandat du conseil.
| Période                                  | Période  | Identité         | Étiquette | Qualité           |
| ---------------------------------------- | -------- | ---------------- | --------- | ----------------- |
| mars 2014                                | mai 2020 | Daniel Barilleau |           | Retraité agricole |
| mai 2020                                 | En cours | Yves Beloeil,    |           | Ancien employé    |
| Les données manquantes sont à compléter. |          |                  |           |                   |

## Équipements et services

### Eau et assainissement
L'organisation de la distribution de l'eau potable, de la collecte et du traitement des eaux usées et pluviales relève des communes. La compétence eau et assainissement des communes est un service public industriel et commercial (SPIC).

#### Alimentation en eau potable
Le service d'eau potable comporte trois grandes étapes : le captage, la potabilisation et la distribution d'une eau potable conforme aux normes de qualité fixées pour protéger la santé humaine. En 2019, la commune assure elle-même le service en régie.

#### Assainissement des eaux usées
En 2019, la commune de Chapelle-Vicomtesse gère le service d'assainissement collectif en régie directe, c'est-à-dire avec ses propres personnels, avec le statut de régie à autonomie financière.
Une station de traitement des eaux usées est en service au 1er janvier 2019 sur le territoire communal : 
« Le Bourg », un équipement utilisant la technique des filtres plantés, dont la capacité est de 150 EH, mis en service le 1er août 2010.
L'assainissement non collectif (ANC) désigne les installations individuelles de traitement des eaux domestiques qui ne sont pas desservies par un réseau public de collecte des eaux usées et qui doivent en conséquence traiter elles-mêmes leurs eaux usées avant de les rejeter dans le milieu naturel. La communauté de communes du Perche et Haut Vendômois assure pour le compte de la commune le service public d'assainissement non collectif (SPANC), qui a pour mission de vérifier la bonne exécution des travaux de réalisation et de réhabilitation, ainsi que le bon fonctionnement et l'entretien des installations.

### Sécurité, justice et secours
La sécurité de la commune est assurée par la brigade de gendarmerie de Droué qui dépend du groupement de gendarmerie départementale de Loir-et-Cher installé à Blois.
En matière de justice, La Chapelle-Vicomtesse relève du conseil de prud'hommes de Blois, de la Cour d'appel d'Orléans (juridiction de Blois), de la Cour d'assises de Loir-et-Cher, du tribunal administratif de Blois, du tribunal de commerce de Blois et du tribunal judiciaire de Blois.

## Population et société

### Démographie

#### Évolution démographique
L'évolution du nombre d'habitants est connue à travers les recensements de la population effectués dans la commune depuis 1793. Pour les communes de moins de 10 000 habitants, une enquête de recensement portant sur toute la population est réalisée tous les cinq ans, les populations de référence des années intermédiaires étant quant à elles estimées par interpolation ou extrapolation. Pour la commune, le premier recensement exhaustif entrant dans le cadre du nouveau dispositif a été réalisé en 2008.

En 2022, la commune comptait 160 habitants, en évolution de −8,57 % par rapport à 2016 (Loir-et-Cher : −1,15 %, France hors Mayotte : +2,11 %).
| 1793 | 1800 | 1806 | 1821 | 1831 | 1836 | 1841 | 1846 | 1851 |
| ---- | ---- | ---- | ---- | ---- | ---- | ---- | ---- | ---- |
| 392  | 369  | 434  | 374  | 429  | 435  | 423  | 480  | 480  |

| 1856 | 1861 | 1866 | 1872 | 1876 | 1881 | 1886 | 1891 | 1896 |
| ---- | ---- | ---- | ---- | ---- | ---- | ---- | ---- | ---- |
| 486  | 523  | 503  | 453  | 460  | 465  | 453  | 446  | 502  |

| 1901 | 1906 | 1911 | 1921 | 1926 | 1931 | 1936 | 1946 | 1954 |
| ---- | ---- | ---- | ---- | ---- | ---- | ---- | ---- | ---- |
| 463  | 475  | 455  | 425  | 426  | 428  | 421  | 407  | 349  |

| 1962 | 1968 | 1975 | 1982 | 1990 | 1999 | 2006 | 2008 | 2013 |
| ---- | ---- | ---- | ---- | ---- | ---- | ---- | ---- | ---- |
| 324  | 330  | 241  | 187  | 174  | 165  | 181  | 185  | 180  |

| 2018 | 2022 | - | - | - | - | - | - | - |
| ---- | ---- | - | - | - | - | - | - | - |
| 164  | 160  | - | - | - | - | - | - | - |

#### Pyramide des âges
La population de la commune est relativement âgée.
En 2018, le taux de personnes d'un âge inférieur à 30 ans s'élève à 23,8 %, soit en dessous de la moyenne départementale (31,3 %). À l'inverse, le taux de personnes d'âge supérieur à 60 ans est de 31,1 % la même année, alors qu'il est de 31,6 % au niveau départemental.
En 2018, la commune comptait 83 hommes pour 81 femmes, soit un taux de 50,61 % d'hommes, largement supérieur au taux départemental (48,55 %).
Les pyramides des âges de la commune et du département s'établissent comme suit.
| Hommes | Classe d’âge | Femmes |
| ------ | ------------ | ------ |
| 3,6    | 90 ou +      | 1,2    |
| 2,4    | 75-89 ans    | 12,3   |
| 22,9   | 60-74 ans    | 19,8   |
| 22,9   | 45-59 ans    | 25,9   |
| 22,9   | 30-44 ans    | 18,5   |
| 9,6    | 15-29 ans    | 11,1   |
| 15,7   | 0-14 ans     | 11,1   |

| Hommes | Classe d’âge | Femmes |
| ------ | ------------ | ------ |
| 1,1    | 90 ou +      | 2,6    |
| 9,2    | 75-89 ans    | 11,9   |
| 19,7   | 60-74 ans    | 20,4   |
| 20,7   | 45-59 ans    | 20     |
| 16,5   | 30-44 ans    | 16,2   |
| 15,2   | 15-29 ans    | 13,2   |
| 17,6   | 0-14 ans     | 15,7   |

## Économie

### Secteurs d'activité
Le tableau ci-dessous détaille le nombre d'entreprises implantées à la Chapelle-Vicomtesse selon leur secteur d'activité et le nombre de leurs salariés :
|                                                              | total | % com (% dep) | 0 salarié | 1 à 9 salarié(s) | 10 à 19 salariés | 20 à 49 salariés | 50 salariés ou plus |
| ------------------------------------------------------------ | ----- | ------------- | --------- | ---------------- | ---------------- | ---------------- | ------------------- |
| Ensemble                                                     | 17    | 100,0 (100)   | 10        | 7                | 0                | 0                | 0                   |
| Agriculture, sylviculture et pêche                           | 11    | 64,7 (11,8)   | 7         | 4                | 0                | 0                | 0                   |
| Industrie                                                    | 0     | 0,0 (6,5)     | 0         | 0                | 0                | 0                | 0                   |
| Construction                                                 | 0     | 0,0 (10,3)    | 0         | 0                | 0                | 0                | 0                   |
| Commerce, transports, services divers                        | 5     | 29,4 (57,9)   | 3         | 2                | 0                | 0                | 0                   |
| dont commerce et réparation automobile                       | 1     | 5,9 (17,5)    | 0         | 1                | 0                | 0                | 0                   |
| Administration publique, enseignement, santé, action sociale | 1     | 5,9 (13,5)    | 0         | 1                | 0                | 0                | 0                   |
| Champ : ensemble des activités.                              |       |               |           |                  |                  |                  |                     |

Le secteur agricole est important puisqu'il représente 64,7 % du nombre d'entreprises de la commune (11 sur 17), contre 11,8 % au niveau départemental. 
Sur les 17 entreprises implantées à la Chapelle-Vicomtesse en 2016, 10 ne font appel à aucun salarié et 7 comptent 1 à 9 salariés.
Au 1er juillet 2017, la commune est classée en zone de revitalisation rurale (ZRR), un dispositif visant à aider le développement des territoires ruraux principalement à travers des mesures fiscales et sociales. Des mesures spécifiques en faveur du développement économique s'y appliquent également

### Agriculture
En 2010, l'orientation technico-économique de l'agriculture sur la commune est la polyculture et le polyélevage. Le département a perdu près d'un quart de ses exploitations en 10 ans, entre 2000 et 2010 (c'est le département de la région Centre-Val de Loire qui en compte le moins). Cette tendance se retrouve également au niveau de la commune où le nombre d'exploitations est passé de 23 en 1988 à 11 en 2000 puis à 10 en 2010. Parallèlement, la taille de ces exploitations augmente, passant de 44 ha en 1988 à 118 ha en 2010. 
Le tableau ci-dessous présente les principales caractéristiques des exploitations agricoles de Chapelle-Vicomtesse, observées sur une période de 22 ans : 
|                                      | 1988                 | 2000                 | 2010                 |
| Dimension économique                 | Dimension économique | Dimension économique | Dimension économique |
| ------------------------------------ | -------------------- | -------------------- | -------------------- |
| Nombre d'exploitations (u)           | 23                   | 11                   | 10                   |
| Travail (UTA)                        | 27                   | 22                   | 23                   |
| Surface agricole utilisée (ha)       | 1 022                | 1 093                | 1 180                |
| Cultures                             |                      |                      |                      |
| Terres labourables (ha)              | 903                  | 1 046                | 1 146                |
| Céréales (ha)                        | 587                  | 529                  | 596                  |
| dont blé tendre (ha)                 | 411                  | 407                  | s                    |
| dont maïs-grain et maïs-semence (ha) | 85                   | s                    | s                    |
| Tournesol (ha)                       | 41                   |                      |                      |
| Colza et navette (ha)                | 40                   | 188                  | s                    |
| Élevage                              |                      |                      |                      |
| Cheptel (UGBTA)                      | 934                  | 875                  | 944                  |

.

## Culture locale et patrimoine

### Lieux et monuments
- L'intersection du 48e parallèle nord et du 1er méridien à l'est de Greenwich se trouve sur le territoire de la commune (voir aussi le Degree Confluence Project).
- Lieu connu pour les Vicomtois "Le Vieux Chêne".

### Héraldique
|  | Les armoiries de La Chapelle-Vicomtesse se blasonnent ainsi : D'azur à la chapelle d'argent sur une terrasse du même, surmontée d'une couronne de vicomte d'or. Création J.J Silly (1994). |